# Antonín Macháček
Antonín Macháček (* 5. června 1951) je bývalý český politik, v 90. letech 20. století a počátkem 21. století poslanec Poslanecké sněmovny za ČSSD, v letech 2005 až 2016 člen Kolegia NKÚ.

## Biografie
V komunálních volbách roku 1994 byl zvolen do zastupitelstva města Opava za ČSSD. V komunálních volbách roku 1998 kandidoval, ale nebyl zvolen.
Ve volbách v roce 1996 byl zvolen do poslanecké sněmovny za ČSSD (volební obvod Severomoravský kraj). Mandát obhájil ve volbách v roce 1998 a volbách v roce 2002. Byl členem sněmovního rozpočtového výboru. V letech 2002-2005 působil jako místopředseda poslaneckého klubu ČSSD. Na mandát poslance rezignoval v prosinci 2005. V dubnu 2005 při hlasování o nedůvěře nové vládě Stanislava Grosse nebyl přítomen při hlasování.
Důvodem rezignace na poslanecké křeslo byla skutečnost, že ho sněmovna zvolila v roce 2005 za člena kolegia Nejvyššího kontrolního úřadu. Mandát člena Kolegia Nejvyššího kontrolního úřadu vykonával až do svých 65. narozenin dne 5. června 2016, kdy mu mandát automaticky zanikl.